# Ghost to the Post
Ghost to the Post è una famosa giocata nella storia del football americano. Essa avvenne nel divisional round dei play-off della American Football Conference tra Baltimore Colts e Oakland Raiders al Municipal Stadium di Baltimora, Maryland, il 24 dicembre 1977. Nello specifico, tale giocata fu un passaggio da 42 yard dal quarterback dei Raiders Ken Stabler a Dave Casper, soprannominato "The Ghost" (il fantasma) dal personaggio cinematografico Casper the Friendly Ghost, che permise di calciare il field goal del pareggio nel secondo tempo  di quella gara. Casper ricevette anche il passaggio in touchdown finale da 10 yard che permise ai Raiders di vincere la partita. Questa gara è attualmente la quinta più lunga della storia della NFL ed ha assunto il nome della giocata che l'ha resa famosa.

## La partita
Il primo tempo della gara fu principalmente una battaglia difensiva. Oakland fu la prima ad aprire le marcature, con una corsa da 30 yard di Clarence Davis. Baltimore rimontò segnando due volte nel secondo quarto, un ritorno di intercetto da 62 yard di Bruce Laird e un field goal da 36 yard di Toni Linhart. Il punteggio all'intervallo fu di 10-7 in favore di Baltimore.
Il secondo tempo iniziò in modo più movimentato. Dave Casper segnò un touchdown tramite una ricezione da 8 yard nella prima azione di Oakland e Marshall Johnson dei Colts ritornò il successivo kickoff per 87 yard in touchdown. Ted Hendricks bloccò un punt nel terzo quarto di Baltimore, aprendo la via per un passaggio da touchdown da 10 yard da Stabler a Casper, portando il punteggio sul 21-17 in favore dei Raiders.
Il quarto periodo vide delle rimonte notevoli da parte di entrambe le squadre. Ron Lee segnò su una situazione di quarto down per Baltimore, portando il punteggio sul 24-21 per i Colts. Oakland si rifece sotto con un lungo drive, culminato in una corsa da 1 yard in touchdown di Pete Banaszak, riportando i Raiders in vantaggio 28-24. Baltimore segnò nuovamente con una corsa da 13 yard di Lee tornando in vantaggio 31-28 a due minuti dalla fine, preparando il terreno per la memorabile azione di Casper.

## La giocata
Su una situazione di terzo down a cui mancavano diverse yard ai Raiders per convertire la giocata e meno di un minuto rimasto sul cronomentro, l'allenatore dei Raiders John Madden chiamò un time out. Mentre Madden corse agitato lungo la linea laterale verso il suo quarterback, Stabler osservò tranquillamente gli indiavolati tifosi di Baltimore e affermò "i tifosi oggi avranno speso bene i soldi del biglietto." Il coordinatore offensivo Tom Flores chiamò uno schema che prevedeva un passaggio verso uno dei due ricevitori che avrebbero dovuto essere in corsa secondo le traiettorie studiate in allenamento, ma disse anche a Stabler di dare un'occhiata al "Ghost to the post", cioè al Fantasma (Casper) sul palo, riferendosi allo spazio libero davanti a Casper visto dall'angolazione del palo di sostegno vicino alla end zone. In "NFL's Greatest Games", Madden spiegò che Casper normalmente durante quella giocata avrebbe dovuto solamente attirare le safety avversarie lontano dal vivo dell'azione, in modo che i ricevitori potessero ricevere un passaggio. Flores però aveva notato che le safety stavano giocando più vicino alla linea di scrimmage del solito, cosa che spinse Flores a dire a Stabler di guardare in direzione di Casper. Casper stesso affermò che malgrado quello fosse uno degli schemi più efficaci della squadra, quando era stato applicato non aveva mai ricevuto un solo passaggio in tutta la stagione.
Furono il memorabile cambio di direzione di Casper, l'avvistamento e l'abilità di ricevere il pallone sopra la sua testa a rendere famosa la giocata. Casper fu placcato sulla linea delle 14 yard, consentendo a Errol Mann di calciare il field goal che spedì la contesa ai supplementari.
Dopo soli 43 secondi dall'inizio del secondo tempo supplementare, Stabler trovò nuovamente Casper con un altro passaggio da touchdown da 10 yard che concluse quella che allora fu la terza gara più lunga della storia della NFL sul 37-31.

## Significato della gara
Tuttora, questa gara è ancora la quinta più lunga della storia del football professionistico. Quella gara fu l'ultima apparizione ai playoff dei Colts durante la loro permanenza a Baltimora (si trasferirono a Indianapolis a partire dal 1984). I Raiders persero invece la finale della AFC contro i Denver Broncos 20-17 quell'anno. NFL Films ha pubblicato un filmato della gara in cui la definisce una delle più memorabili della storia della NFL. Il tecnico membro della Pro Football Hall of Fame John Madden definì questa partita come uno dei momenti più memorabili della sua storia di allenatore. Dave Casper viene ritenuto uno dei migliori tight end della storia e questa giocata è citata dalla Pro Football Hall of Fame come la più memorabile della sua carriera.